# Kompensacja (psychologia)
Kompensacja (łac. compensatio „równoważenie”) – jeden z mechanizmów obronnych znanych w psychologii, odmiana substytucji.
Jest to wynagradzanie siebie za braki lub defekty. Daje chwilową przyjemność, ale powtarzane może spowodować utrwalenie się podświadomego skojarzenia danego defektu z nagrodą i utrudnić jego usunięcie.
Przykład: Dziewczyna uważa się za nieatrakcyjną, więc wynagradza to sobie słodyczami.
Ogólniej używa się tego terminu także w nieco innym znaczeniu, skierowania aktywności na cele podobne do tych, których nie potrafimy osiągnąć.
Przykład: Flirt zamiast stałego związku.

## Zobacz
- Mit kompensacyjny